# Grafveld van Godlinze
Het Grafveld van Godlinze is een vroegmiddeleeuws grafveld gelegen op ongeveer 240 meter ten westzuidwesten van het dorp Godlinze in de gemeente Eemsdelta in de Nederlandse provincie Groningen. Het is een voormalige wierde, die in 1919 werd afgegraven en onderzocht door archeoloog Albert van Giffen. Soortgelijke grafvelden zijn binnen de provincie Groningen aangetroffen in de wierde De Bouwerd bij Ezinge en Bultvenne bij Termunten. In de jaren 1990 is het grafveld geconserveerd.
Van Giffen trof in het grafveld resten aan van in totaal 115 mensen, waarvan ongeveer twee derde was begraven (74 skeletten of delen daarvan) en een derde was gecremeerd. De gecremeerden waren bijgezet in 35 urnen (waaronder Badorfaardewerk) en 6 andere brandgraven. Naar schatting 60 andere skeletten waren eerder al verdwenen door eerdere afgravingen en bewerking van de grond. Naast menselijke resten werden ook een aantal grafgiften aangetroffen, waaronder 3 lanspunten, 3 schildknoppen (umbo's), 5 spatha's (2-zijdige zwaarden), 2 langsaxen (1-zijdige zwaarden), 2 paar stijgbeugels, een aantal klapmessen, gespen en scharen. Het grafveld van Godlinze bevat de meeste menselijke resten met wapens van heel Noord-Nederland. Naast deze grafgiften lagen er ook andere voorwerpen in het grafveld zoals kogelpotten.
Het grafveld is in gebruik geweest tussen de late 7e eeuw en vroege 9e eeuw. De gevonden grafgiften dateren allemaal uit de periode van de tussen ongeveer 750 en 800, in het begin van de Karolingische tijd toen wapengraven in gebruik kwamen. De voorwerpen wijzen op het bestaan van een regionale elite in deze periode.